# (1572) Posnania
(1572) Posnania ist ein Asteroid des Hauptgürtels, der am 22. September 1949 von den polnischen Astronomen J. Dobrzycki und A. Kwiek entdeckt wurde.
Der Asteroid wurde nach der polnischen Stadt Posen benannt, von wo er auch entdeckt wurde.